# 18th Avenue (stacja metra na Culver Line)
18th Avenue – stacja metra nowojorskiego, na linii F. Znajduje się w dzielnicy Brooklyn, w Nowym Jorku i zlokalizowana jest pomiędzy stacjami Ditmas Avenue oraz Avenue I. Została otwarta 16 marca 1919.